# Aurora (Santa Catarina)
Aurora is een gemeente in de Braziliaanse deelstaat Santa Catarina. De gemeente telt 5.560 inwoners (schatting 2009).

## Aangrenzende gemeenten
De gemeente grenst aan Agronômica, Ituporanga, Lontras, Presidente Nereu en Rio do Sul.